# Charles-Emmanuel de Gorrevod (duc)
Pour les articles homonymes, voir Charles-Emmanuel de Gorrevod et Gorrevod (homonymie).
 (août 2024).
La mise en forme du texte ne suit pas les recommandations de Wikipédia : il faut le « wikifier ».
Les points d'amélioration suivants sont les cas les plus fréquents. Le détail des points à revoir est peut-être précisé sur la page de discussion.
- Les titres sont pré-formatés par le logiciel. Ils ne sont ni en capitales, ni en gras.
- Le texte ne doit pas être écrit en capitales (les noms de famille non plus), ni en gras, ni en italique, ni en « petit »…
- Le gras n'est utilisé que pour surligner le titre de l'article dans l'introduction, une seule fois.
- L'italique est rarement utilisé : mots en langue étrangère, titres d'œuvres, noms de bateaux, etc.
- Les citations ne sont pas en italique mais en corps de texte normal. Elles sont entourées par des guillemets français : « et ».
- Les listes à puces sont à éviter, des paragraphes rédigés étant largement préférés. Les tableaux sont à réserver à la présentation de données structurées (résultats, etc.).
- Les appels de note de bas de page (petits chiffres en exposant, introduits par l'outil «  Source ») sont à placer entre la fin de phrase et le point final[comme ça].
- Les liens internes (vers d'autres articles de Wikipédia) sont à choisir avec parcimonie. Créez des liens vers des articles approfondissant le sujet. Les termes génériques sans rapport avec le sujet sont à éviter, ainsi que les répétitions de liens vers un même terme.
- Les liens externes sont à placer uniquement dans une section « Liens externes », à la fin de l'article. Ces liens sont à choisir avec parcimonie suivant les règles définies. Si un lien sert de source à l'article, son insertion dans le texte est à faire par les notes de bas de page.
- La présentation des références doit suivre les conventions bibliographiques. Il est recommandé d'utiliser les modèles {{Ouvrage}}, {{Chapitre}}, {{Article}}, {{Lien web}} et/ou {{Bibliographie}}. Le mode d'édition visuel peut mettre en forme automatiquement les références.
- Insérer une infobox (cadre d'informations à droite) n'est pas obligatoire pour parachever la mise en page.

Pour une aide détaillée, merci de consulter Aide:Wikification.
Si vous pensez que ces points ont été résolus, vous pouvez retirer ce bandeau et améliorer la mise en forme d'un autre article.
Charles-Emmanuel de Gorrevod (13 décembre 1569, Bourg-en-Bresse - 4 novembre 1625, Château de Marnay), duc de Pont-de-Vaux, prince du Saint-Empire romain germanique - homme d'État des Pays-Bas des Habsbourg et de l'Empire espagnol.

## Biographie
Né le 13 décembre 1569, il est le fils unique de Laurent II de Gorrevod, comte de Pont-de-Vaux, et Perronne de La Baume,.
Il détient les titres et fonction de marquis de Marnay, comte de Salins, seigneur et baron de Courcondres, Saint-Julien, Gerbet, Belmont, Gorrevod, Sermoyer, Chalamon, Mont-Merle, du Mont-Saint-Sorlin, de Les Saintes-Marie, Liel, Fours, Chisse, Buffard, Condé, Bugnon, etc., bailli d'Amont dans le comté de Bourgogne,.
Les récipiendaires de son baptême sont le duc Charles-Emmanuel de Savoie et son épouse la duchesse Marguerite de France. Il commença à servir comme page du duc de Savoie, puis fut envoyé en Espagne, où il fut élevé avec l'infant, le futur roi Philippe III. Il retourne ensuite en Savoie dans la suite de l'infante Catherine, duchesse de Savoie. Il commande une compagnie de Chevau-légers au siège de Genève de 1589 et, alors qu'il n'a que 17 ans, dirige à deux reprises toute la cavalerie savoyarde. Son père Laurent II de Gorrevod, qui l'accompagnait dans cette campagne, meurt en se noyant alors qu'il tentait de rentrer au camp du prince,.
Après la mort de son père, Charles-Emmanuel repart pour l'Espagne, puis entre au service de l'archiduc Albert d'Autriche, recevant le poste de grand chambellan. En remerciement des services rendus par Charles-Emmanuel, le stathouder, par une charte donnée à Bruxelles le 4 mai 1600, élève la baronnie de Marnay au rang de marquisat,,.
Puis il se distingua lors de la bataille de Nieuport en 1600, où l'Archiduc Albert fut renversé de selle. Charles Emmanuel, fonça à son secours, le fit monter à cheval et tua ses poursuivants,,. Après la prise de la Bresse par les Français, Henri IV, avec une charte donnée à Fontainebleau le 29 novembre 1607, autorisa Charles-Emmanuel à retourner aux Pays-Bas.
En 1613, Philippe III, le nomma chevalier de l'Ordre de la Toison d'or,.
Selon Dunod de Charnage, il fut nommé chevalier-conseiller extraordinaire du Parlement de Dole par lettre du 8 novembre 1618, puis chevalier à plein temps, avec dispense de séjour, par lettre du 20 septembre 1625.
Par lettre d'appréciation, du 16 février 1620, Charles-Emmanuel fut nommé gouverneur du Limbourg, du comté de Dahlem et du pays d'outre-Meuse. Il resta en poste jusqu'en 1624.
En 1621, à Bruxelles, il participe à la cérémonie d'enterrement de l'archiduc ; avec Charles de Lorraine, duc d'Aumale, margrave de Bade et Louis d'Egmont, prince du Havre, tenaient une extrémité de la bannière d'or dont était recouvert le cercueil.
Louis XIII, par une charte accordée en février 1623 et enregistrée au Parlement de Dijon le 17 septembre, élève le comté de Pont-de-Vaux au rang de duché,. Un mois plus tard, le 22 mars 1623 à Ratisbonne, l'empereur éleva Charles-Emmanuel au titre de marquis de Marnay et à la dignité de Prince du Saint-Empire avec droit de vote au Reichstag.
Pendant son règne, il fonde le monastère des Carmes Déchaux à Marnay. Il apporte aussi de nombreux changements au château ducal de Marnay, recouvert de cuivre doré, abritant une riche collection de tapisseries et de peintures d'artistes flamands et italiens, était considéré comme l'un des plus luxueux de Franche-Comté.
Charles-Emmanuel meurt le 4 novembre 1625, dans son château de Marnay. Ses restes sont déposés dans la grande église de Marnay,,.

## Famille
Le 8 février 1621 à Bruxelles, il épouse Isabelle de Bourgogne-Fallet (décédée le 9 août 1676), fille d'Herman de Bourgogne, comte de Falle, et de Yolande de Longval.
Charles-Emmanuel de Gorrevod, né le 13 décembre 1569 à Bourg-en-Bresse et mort le 4 novembre 1625 au château de Marnay, est duc de Pont-de-Vaux, prince du Saint-Empire romain germanique, homme d'État des Pays-Bas des Habsbourg et de l'Empire espagnol.
- Philippe-Eugène de Gorrevod (décédé le 26/07/1681), duc de Pont-de-Vaux
- Charles-Emmanuel de Gorrevod (1623-20/07/1659), marquis de Marnay, archevêque de Besançon
- Madeleine de Gorrevod (décédée en 1635)